# Mina Pâslaru
Mina Pâslaru (* 1. Juni 1952 in Ilva-Mare, Kreis Bistrița-Năsăud; † 17. Dezember 1995 in Buzău) war eine rumänische Volkssängerin und Schauspielerin.

## Leben und Karriere
Mina Pâslaru wurde in Ilva-Mare geboren, verbrachte jedoch den Großteil ihrer Kindheit und Jugend in Sadova (Kreis Suceava). Dort lernte sie die Sängerin Maria Surpat kennen, von der sie eine Gesangsausbildung erhielt. Im Laufe ihrer Karriere arbeitete Pâslaru mit mehreren renommierten Volksmusikensembles zusammen. Sie veröffentlichte ihre Alben beim Label Electrecord. Ihre Stimme und Interpretationen machten sie zu einer der herausragendsten Sängerinnen der Doina. Außerdem wirkte sie in Filmen von Ioan Filip und Vasile Pohoață mit. Pâslaru verstarb unerwartet am 17. Dezember 1995 und wurde leblos in ihrer Wohnung in Buzău von ihrem Kind aufgefunden. Nach ihrem Tod wurde zu ihrem Gedenken ein Folklorefestival in ihrem Heimatort Sadova ins Leben gerufen. Pâslaru gilt als „goldene Stimme des rumänischen Liedes“ und als Repräsentantin der Folklore der Bukowina.

## Diskografie
- 1983: Eu Sînt Fată Din Suceava (LP, Electrecord)
- 1985: Mina Pîslaru (LP, Album, Electrecord)
- 1989: Haideţi, Măi Flăcăi, La Joc!